# Threads
A Threads a Meta Platforms által üzemeltetett online közösségi média felület. A felhasználók szövegeket, képeket és videókat tehetnek közzé. Szorosan kapcsolódik az Instagramhoz, és emellett megköveteli a felhasználóktól, hogy Instagram-fiókkal rendelkezzenek, a  felületet ugyanazon Instagram-felhasználónév alatt használják. A Threads funkcionalitása az X-hez (avagy korábbi nevén Twitterhez) hasonló. Az alkalmazás iOS és Android készülékeken érhető el; a webböngészőben működő verzió korlátozott funkcionalitást kínál.
A Threads a világ leggyorsabban növekvő fogyasztói szoftveralkalmazása: az indulását követő első öt nap alatt több mint 100 millió felhasználó telepítette, felülmúlva ezzel a ChatGPT által korábban felállított rekordot. A kezdeti siker nem volt tartós azonban, 2023 júliusának végére 80%-al esett a felhasználók száma.
Miután a dél-afrikai származású milliárdos, Elon Musk felvásárolta a Twittert 2022 októberében, a Meta elkezdte vizsgálni a szövegalapú posztok bevezetésének lehetőségét az Instagram platformba – az Instagram Notes néven ismert funkciót ugyanazon év decemberében vezették be. A vállalat később egy különálló, szövegalapú bejegyzésekre szánt alkalmazás fejlesztésébe kezdett. A Threads fejlesztése 2023 januárjában kezdődött, a platform hivatalosan 2023. július 5-én indult el 100 országban. A webes felülete 2023. augusztus 22-én indult. 2023. december 14-én pedig hivatalosan elindult az Európai Unió országaiban, köztük Magyarországon is: korábban az európai uniós adatvédelmi szabályozások miatt késleltették a bevezetést. Az európai szabályozásoknak való megfelelés érdekében az Európai Unió és az Európai Gazdasági Térség felhasználói számára kiegészítő opció áll rendelkezésre; a felhasználóknak lehetőségük van Instagram-fiók nélkül is használni a közösségi hálózatot, azonban a felhasználói élmény korlátozott ebben az esetben. 2024. április 29-től a platformot ideiglenesen leállították Törökországban az Instagram adatmegosztással kapcsolatos helyi döntések miatt.

## Funkciók és tulajdonságok

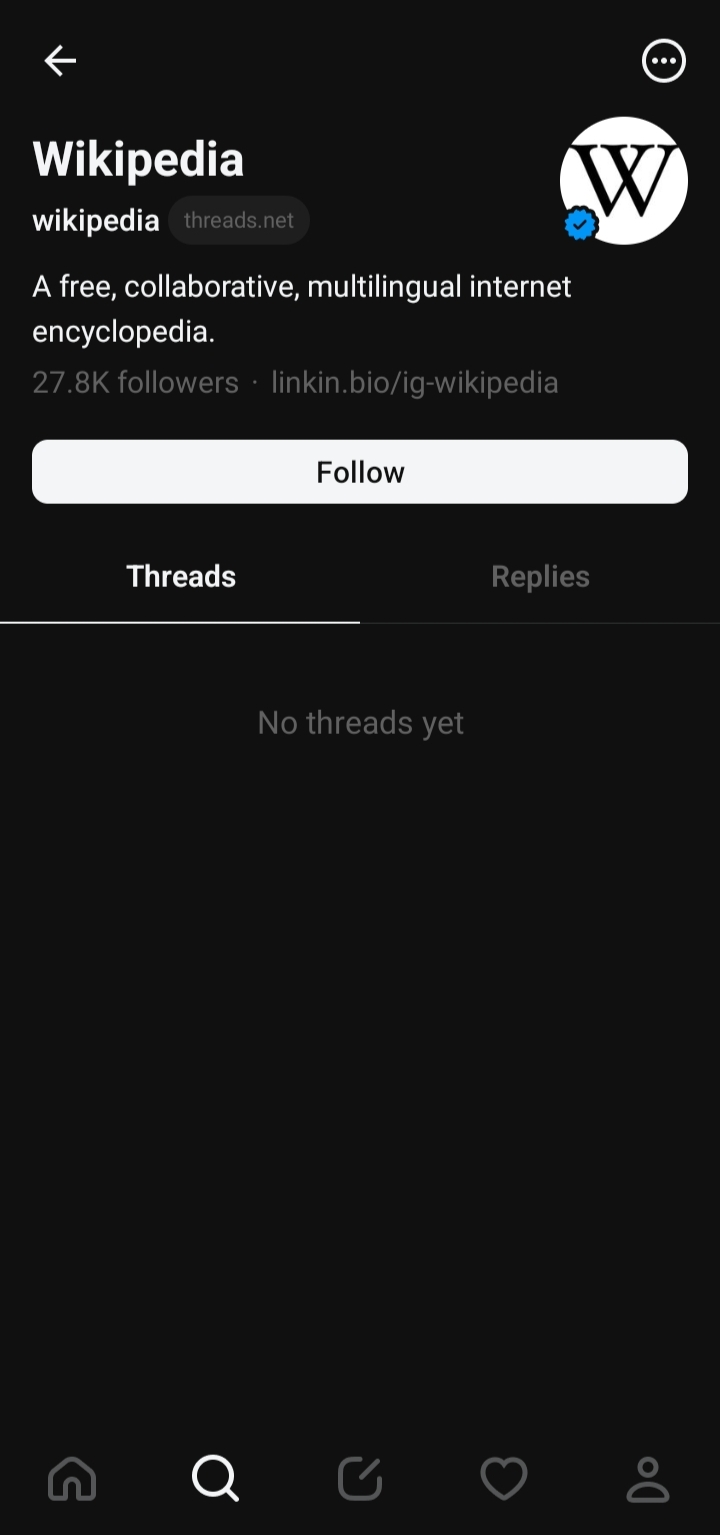
A Threads alkalmazása mobileszközön

A Threadsen a felhasználók legfeljebb 500 karakteres szöveget vagy 5 perces videótartalmat tehetnek közzé (szemben a Twitter 280 karakteres szöveggel és 2 perc 20 másodperces videótartalommal a nem fizető felhasználók számára).

### Kompatibilitás
A Threads elérhető mobil klienseken az Apple iOS és a Google Android platformjain. Egy webböngészőben futtatható változat is elérhető, azonban ehhez előzetes, mobileszközön történő regisztráció szükséges.

### Hirdetések
A Threads jelenleg nem tartalmaz hirdetéseket; a jövőben azonban tervezik a bevezetésüket. A Meta vezérigazgatója, Mark Zuckerberg kijelentette, hogy a monetizációra csak akkor kerül sor, ha az alkalmazásnak már „több százmillió felhasználója” lesz.

### Instagram-integráció
A Threads az Instagram kísérőalkalmazása: az Instagramot használja a felhasználó személyazonosságának hitelesítésére és a hálózatához való kapcsolódásra.
A Threads-fiókok szorosan összefonódnak az Instagram-fiókokkal. Alapesetben a Threads- és az Instagram-fiókok ugyanazt a felhasználónevet, profilképet és megjelenő nevet használják, bár a profilkép és a megjelenő név később testreszabható. A felhasználók kiválaszthatják, hogy az Instagramon követett fiókok közül melyeket viszik át a Threadsbe.

## Fordítás
Ez a szócikk részben vagy egészben  a   Threads (social network) című angol Wikipédia-szócikk ezen változatának fordításán alapul.  Az eredeti cikk szerkesztőit annak laptörténete sorolja fel. Ez a jelzés csupán a megfogalmazás eredetét és a szerzői jogokat jelzi, nem szolgál a cikkben szereplő információk forrásmegjelöléseként.